# Вистав
Ви́став (рос. Выстав) — село в Кіровському районі Ленінградської області, Росія. Належить до муніципального утворення Сухівське сільське поселення.

## Географія
Село розташоване в північно-східній частині району на автошляху Н34 (41К-119) на південь від центру сільського поселення села Сухе.